# 크레이그 킬본

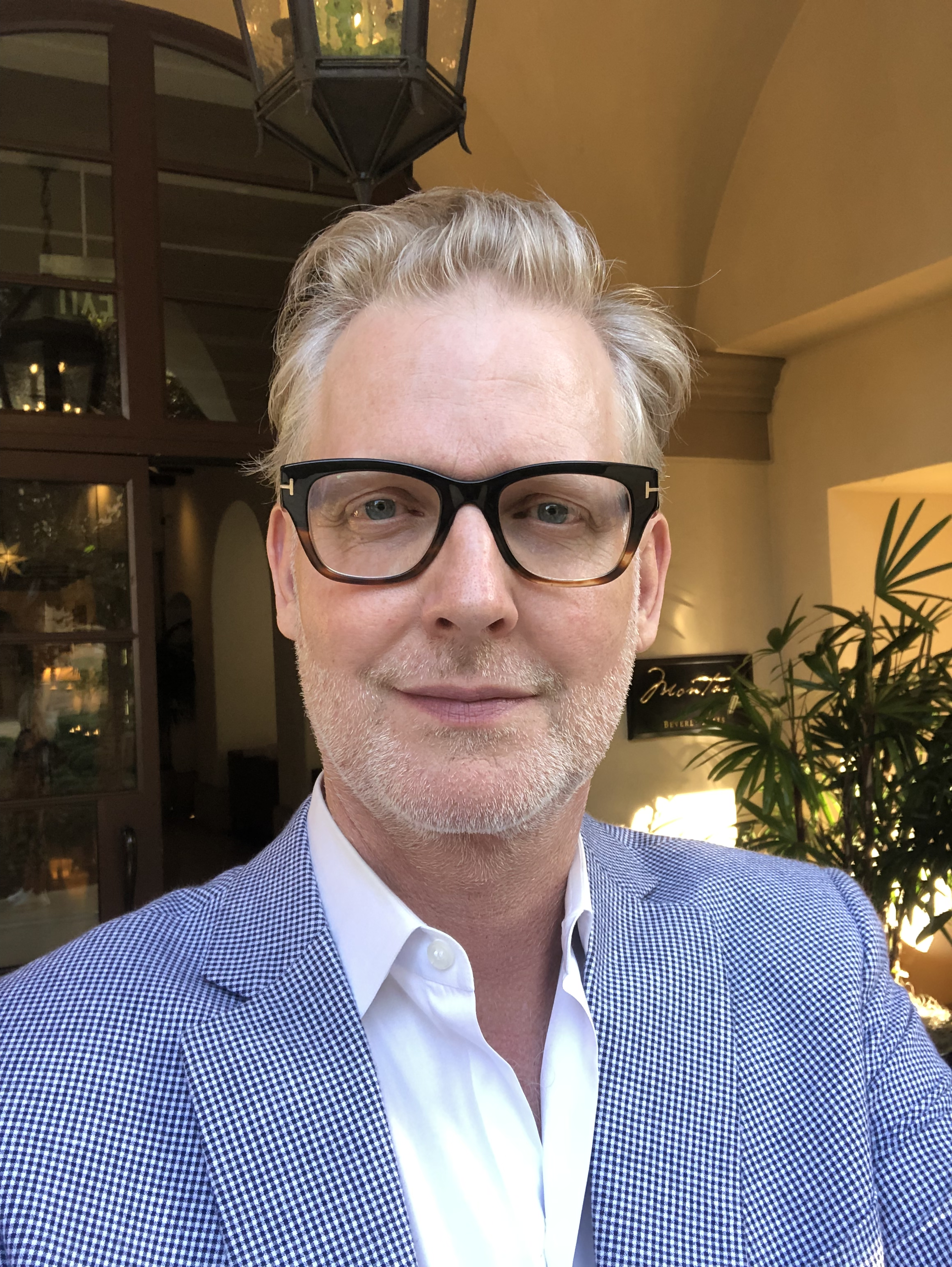

크레이그 킬본(Craig Kilborn, 1962년 8월 24일 ~ )은 미국의 배우, TV 사회자, 각본가, 텔레비전 배우이다.
캔자스시티에서 태어났다.

## 출연 작품
- 풀 오브 잇 (2007년)
- 쉐기 독 (2006년)
- 벤치워머스 (2006년) - 제리 역
- 커스드 (2005년)
- 올드 스쿨 (2003년)
- 스포츠센터 (1979년) - 본인 역

### 텔레비전
- 더 데일리 쇼 위드 존 스튜어트 (1996년) - 게스트 역
- 더 레이트 레이트 쇼 위드 크레이그 킬본 (1999년)